# Henry Serruys
Pour les articles homonymes, voir Serruys.
Henry Serruys ou Ssu Lu-ssu (chinois : 司律思 ; pinyin : sī lǜsī) né le 10 juillet 1911 et décédé le 16 août 1983, est un missionnaire chrétien scheutiste, orientaliste et mongoliste belge.

## Œuvres
- (en) Henry Serruys, Sino-J̌ürčed relations during the Yung-Lo period, 1403-1424, Wiesbaden, O. Harrassowitz, coll. « Göttinger asiatische Forschungen » (no 4), 1955 (OCLC 2358570)
- (en) Henry Serruys, In memoriam Antoine Mostaert, C. I. C. M. August 10, 1881 - June 2, 1971, 1971 (BNF 39440523)
- (en) Henry Serruys, Chinese in southern Mongolia during the sixteenth century, coll. « Monumenta serica », 1959 (OCLC 4788113)
- (en) Henry Serruys, Sino-Mongol relations during the Ming, vol. 11, 14, 17, Bruxelles, Institut belge des hautes études chinoises, coll. « Mélanges chinois et bouddhiques », 1959-
- (en) Henry Serruys, Four documents relating to the Sino-Mongol peace of 1570-1571, coll. « Monumenta Serica » (no 19), 1960 (OCLC 26840145)
- (en) Henry Serruys, The Mongols of Kansu and their language (OCLC 17220155)
- (en) Henry Serruys, Kumiss ceremonies and horse races : three Mongolian texts, Wiesbaden, Harrassowitz, coll. « Asiatische Forschungen » (no 37), 1974 (OCLC 600961347)
- (en) Henry Serruys, Trade relations : the horse fairs (1400-1600), Bruxelles, Institut belge des hautes études chinoises, coll. « Mélanges chinois et bouddhiques » (no 17), 1975 (OCLC 2624294)
- Henry Serruys, « A Catalogue Of Mongol Manuscripts From Ordos », Journal of the American Oriental Society, vol. 95, no 2,‎ 1975, p. 191-208 (DOI 10.2307/600316, présentation en ligne)